# Petolisna lozika
Petolisna lozika  (peterolističava lozica, petolista lozika, divlja loza, peterodijelna lozika, lat. Parthenocissus quinquefolia)  biljka je penjačica porijeklom iz Sjeverne Amerike. U Hrvatskoj raste uz rijeke te po zapuštenim mjestima.Koristi se i u hortikulturi. Pripada rodu lozica ili lozika, porodica lozovke.

## Primjena u narodnoj medicini
Tradicionalni iscjelitelji u Sjevernoj Americi koriste za ljekovite svrhe svježe plodove peterolisne loze. Na njihovoj osnovi pripremaju mješavine koje se koriste za bolove u želucu i za čišćenje krvi. Također se koriste grančice biljke, od njih se priprema infuzija, koja se primjenjuje oralno kako bi se poboljšao imunitet, kao i za zaustavljanje krvarenja različitog podrijetla.

## Galerija
- Petolisna lozika, list
- Petolisna lozika, plodovi
- Petolisna lozika uz stablo, okrug Onondaga, New York
- Petolisna lozika uz zgradu, Torfburg, Antwerpen
- Petolisna lozika, cvijet